# Ủy ban Bài trừ Tham nhũng

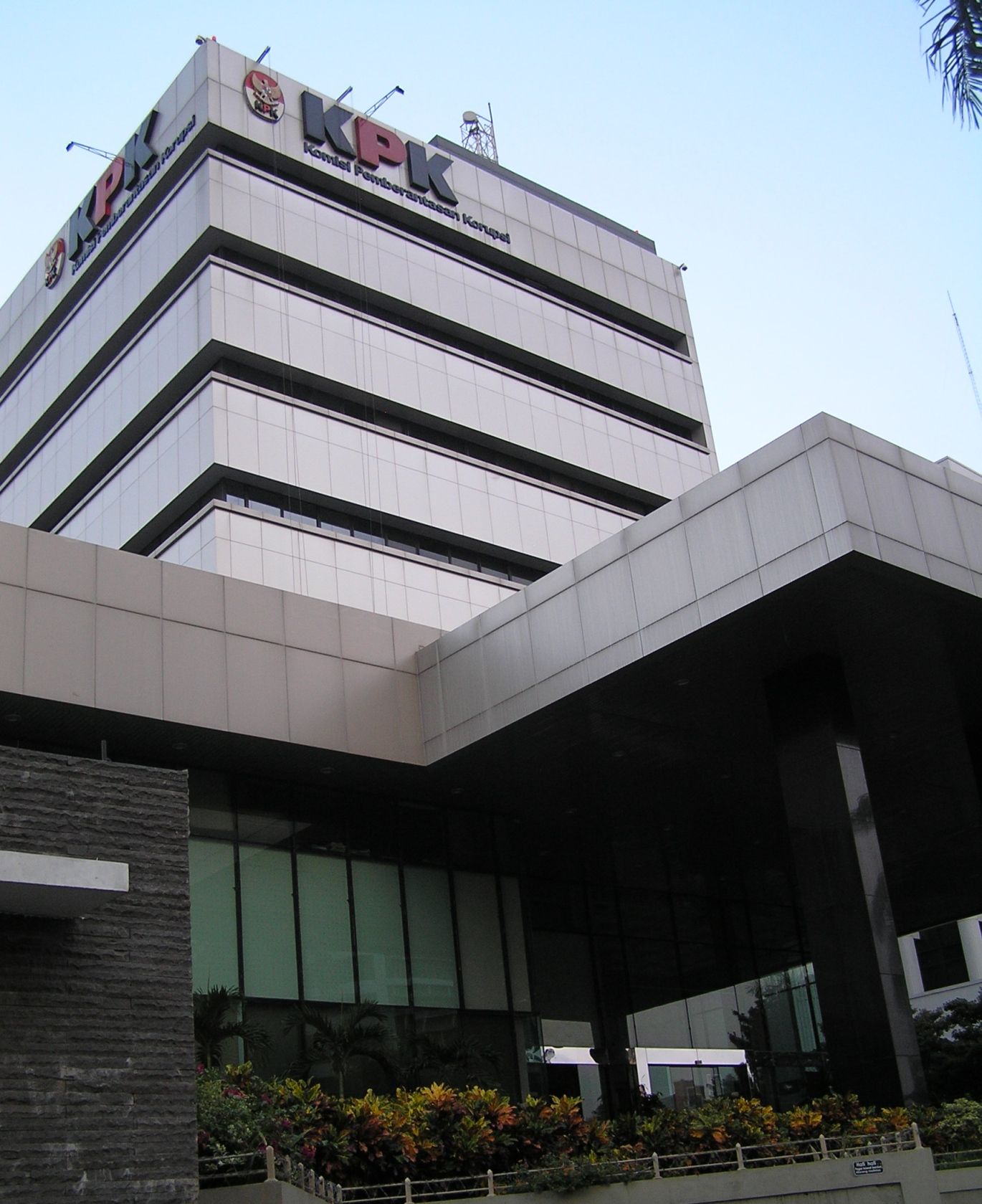
Trụ sở cũ của KPK tại Jakarta

Ủy ban Bài trừ Tham nhũng (tiếng Indonesia: Komisi Pemberantasan Korupsi), viết tắt là KPK, là cơ quan thuộc chính phủ Indonesia được thành lập để ngăn chặn và chống tham nhũng trong nước. Firli Bahuri, một tướng cảnh sát hoạt động tích cực, hiện là chủ tịch của KPK. Vào năm 2013, công ty đã đạt được Giải thưởng Ramon Magsaysay.